# Bergatjärnen, Hälsingland
Bergatjärnen är en sjö i Söderhamns kommun i Hälsingland och ingår i Norralaån-Ljusnans kustområde.